# 山形県立楯岡高等学校
山形県立楯岡高等学校（やまがたけんりつ たておかこうとうがっこう, Yamagata Prefectural Tateoka High School）は、山形県村山市楯岡荒町二丁目にあった県立の高等学校。略称「楯高」（たてこう）。

## 概要
歴史
1904年（明治37年）創立の「私立楯岡女学会」を前身とする。高等女学校を経て1948年（昭和23年）の学制改革により、新制高等学校となった。創立年数は県立移管された1921年（大正10年）をもとに算出されており、2014年（平成26年）に創立110周年を迎える。
2016年（平成28年）4月に山形県立東桜学館中学校・高等学校へ移行し、村山市から東根市へ移転。県内の公立校では初となる併設型の中高一貫教育を開始する。その後、跡地のグラウンドには楯岡小学校の校舎の耐震工事のための仮校舎が建てられていた（2019年1月本校舎完成）。楯岡小学校の仮校舎から本校舎への移転後は、にぎわい創造活性化施設「Link MURAYAMA」に活用されることになった。
設置課程・学科
全日制課程 普通科（進学型単位制）- 1学年あたりの定員は200名（5学級）。2年次から文系と理系に分かれる。
校訓
「真・善・美」
教育目標
1. 創造性に富む知性の育成
2. 豊かな心を持つ個性の育成
3. 感性豊かな行動力の育成

重点目標
「生徒の学力・適性を磨き、志を高く掲げ、大学等希望する進路を実現させる。」
校章
楯岡（Tateoka）の頭文字「T」を図案化し、3つのうずまきはそれぞれ校訓である「真・善・美」を表す。楯高生は親しみを込めて、この校章のことを｢わらび｣と呼ぶ。
校歌
作詞は真壁仁、作曲は福井文彦による。歌詞は3番まであり、校名は歌詞中に登場しない。各番とも「若きいのちの」で終わる。

## 沿革
前史
- 1904年（明治37年） - 楯岡町有志婦人が「私立楯岡女学会」を創設。
- 1909年（明治42年） - 「私立北郡女学校」と改称。
- 1920年（大正9年）4月 - 北村山郡への移管により、「山形県北村山郡立実科高等女学校」に改称。

正史
高等女学校時代
- 1921年（大正10年）
  - 4月 - 山形県への移管により、「山形県立楯岡実科高等女学校」に改称（創立年）。
  - 11月8日 - 現在地に移転を完了。
- 1925年（大正14年）4月 - 「山形県立楯岡高等女学校」に改称（「実科」が除かれる）。
- 1943年（昭和18年）4月 - 高等女学校令が廃止され、中等学校令が施行される。
- 1944年（昭和19年）- 勤労動員が開始。
- 1945年（昭和20年）
  - 4月 - 学校での授業が停止。ただし勤労動員は継続。
  - 8月 - 終戦。
  - 9月 - 授業を再開。
- 1946年（昭和21年）4月 - 修業年限が5年となる（ただし4年修了時点で卒業することもできた）。
- 1947年（昭和22年）4月1日 - 学制改革（六・三制の実施）が行われる。
  - 高等女学校の募集を停止。
  - 新制中学校を併設し（名称:山形県立楯岡高等女学校併設中学校、以下・併設中学校）、高等女学校1・2年修了者を新制中学校2・3年生として収容。
  - 併設中学校は経過措置としてあくまで暫定的に設置されたため、新たに生徒募集は行われず、在校生が2・3年生のみの中学校であった。
  - 高等女学校3・4年生はそのまま在籍し、4・5年生となった（ただし4年修了時点で卒業することもできた）。

新制高等学校
- 1948年（昭和23年）4月1日 - 学制改革（六・三・三制の実施）により、高等女学校は廃止され、新制高等学校「山形県立楯岡第二高等学校」（女子校）が発足[4]。
  - 通常制普通課程（全日制課程普通科、修業年限3年）を設置。
  - 高等女学校卒業者（5年修了者）を新制高校3年生、高等女学校4年修了者を新制高校2年生、併設中学校卒業者（3年修了者）を新制高校1年生として収容。
  - 併設中学校を継承し（名称:山形県立楯岡第二高等学校併設中学校）、在校生が1946年（昭和21年）に高等女学校へ最後に入学した3年生のみとなる。
  - 校章を制定。
- 1949年（昭和24年）
  - 3月31日 - 併設中学校を廃止。
  - 4月1日 - 高校三原則に基づき、男女共学を開始。帽章を制定。
- 1950年（昭和25年）4月1日 - 「山形県立楯岡高等学校」（現校名）と改称。
- 1954年（昭和29年）1月8日 - 第一回校内かるた大会を行う。（伝統行事）
- 1955年（昭和30年） - 校歌を制定。
- 1990年（平成2年）4月 - 山形県高校普通科教育活性化推進事業の指定校となる。
- 1992年（平成4年） - 楯高会館（同窓会館）が完成。
- 2004年（平成16年）4月1日 - この時の入学生から進学型単位制を導入。
- 2016年（平成28年）
  - 3月31日 - 閉校。
  - 4月1日 - 「山形県立東桜学館中学校・高等学校」（仮称）の開校に伴い、在校生は同校に転学。
    - 校舎は東根市中央南一丁目（東根市役所南側の用地内）と山形県立東根工業高等学校（2014年（平成26年）3月閉校）の校地に建設される。

## 行事
2学期制 - 2004年（平成16年）から導入。秋季休業は設けられていない。
前期
- 4月 - 入学式、1年生蔵王学習合宿（親睦を深めるための新入生オリエンテーション）、村農野球定期戦
- 5月 - 地区高校総体
- 6月 - 校内合唱コンクール（村山市民会館で開催、クラス対抗）
- 7月 - クラスマッチ（主に球技でクラス対抗）
- 8月 - 村山徳内祭り参加（「楯岡高校桜華連」として、1・2年生の有志参加）
- 8月下旬または9月上旬 - 楯高祭（例年2日目が一般公開日、3年生は外に露店を出して軽食を販売）
- 9月 - 地区高校新人大会（運動部）

後期
- 10月 - クロスカントリー大会（甑岳山麓を走る、約6km）
- 11月 - 2年生修学旅行（大阪･京都･奈良方面）
- 1月 - 校内新春百人一首かるた大会、センター試験激励会

百人一首かるた大会には1・2年生と3年生の一部が参加。1954年（昭和29年）以来続く伝統行事で、毎年テレビ各局や新聞各社に取材される。
- 3月 - 卒業式（学業優秀であった卒業生に最上徳内賞と結城嘉美賞を授与）

## 部活動
運動部
- ソフトボール部（女）
- 陸上競技部
- バスケットボール部
- 弓道部
- ソフトテニス部
- バレーボール部
- 卓球部
- 柔道部
- サッカー部（男）
- バドミントン部
- 野球部（男）
- 剣道部
- 山岳部
- 水泳部

文化部
- 美術部
- 書道部
- 音楽（吹奏楽）部
- 演劇部
- 放送部
- 写真部
- 茶道部

## 著名な出身者
- 菅根光雄（元尾花沢市長）
- 結城裕（尾花沢市長）
- 小山孝雄（元参議院議員）
- 森正勝（元アクセンチュア社長）
- 阿部和重（作家、第132回芥川賞受賞）※中退
- 村川和宏（漫画家）
- 山口岩男（ミュージシャン）
- ながさわたかひろ（画家）
- きくちいま（随筆家、イラストレーター）

## 山形県立東桜学館中学校・高等学校
山形県教育委員会の県立高等学校再編により、山形県立楯岡高等学校は2016年（平成28年）3月に閉校し、新設の「山形県立東桜学館中学校・高等学校」に移行した。
- 2005年（平成17年）3月 - 「県立高校教育改革実施計画」を策定し、併設型中高一貫教育校や中等教育学校の設置の可能性を調査研究することとする。
- 2007年（平成19年）2月 - 外部有識者による「山形県の中高一貫教育の在り方に関する検討委員会」を設置し、導入することが望ましいという報告を受ける。
- 2009年（平成21年）
  - 6月 - 山形県教育委員会、「山形県中高一貫教育校設置構想」を策定し、併設型の中高一貫教育校をモデル的に設置する方針を提示。
  - 12月 - 「山形県中高一貫教育校設置計画（内陸地区）」を策定。
- 2010年（平成22年）
  - 1月 - 山形県教育委員会「北村山地区の県立高校再編整備計画」の中で東根中高一貫校（仮称）の設置を公表。
  - 5月 - 東根中高一貫校（仮称）教育基本計画策定委員会を設置。
- 2012年（平成24年）3月 - 「東根中高一貫校（仮称）教育基本計画」を策定。
- 2014年（平成26年）10月 - 山形県教育委員会、「東根中高一貫校（仮称）」の校名を「山形県立東桜（とうおう）学館中学校・高等学校」とすると発表。
  - 山形県県立学校設置条例の改正（平成27年6月議会予定）までは、仮称として使用される予定。
- 2016年（平成28年）
  - 3月31日 - 山形県立楯岡高等学校が閉校。
  - 4月1日 - 「山形県立東桜学館中学校・高等学校」が開校。高2・3は楯岡高等学校から転入。中1・高1が入学。（中2・3の募集は行わない）
- 2018年（平成30年）4月1日 - 併設中学校が3学年そろう（中1から高3まで6学年がそろう）。
- 2019年4月1日 - 併設中学校第1回生が併設高校に入学（併設中学校以外からも募集を行う）。
- 2021年4月1日 - 中高一貫が完成（併設高校3学年すべてに併設中学校からの進学者が在籍している状態）。

## Link MURAYAMA
山形県立楯岡高等学校の跡地は、にぎわい創造活性化施設「Link MURAYAMA（リンクむらやま）」に活用される。
山形県立楯岡高等学校の閉校後、2020年4月1日に山形県と村山市は不動産売買契約を締結し、5月15日に山形県から村山市に所有権が移転して市有財産になった。2020年10月から2021年3月にかけて講堂と耐震基準に満たない教室棟を解体し、2021年7月頃から利活用する施設の改修工事が行われる予定になっている。Link MURAYAMAは2022年春オープン予定。

## 交通アクセス
最寄りの鉄道駅
- JR東日本 山形新幹線・奥羽本線 「村山駅」- 徒歩5分。
  - 駅からのアクセスが良好である。

最寄りのバス
- 山交バス「村山駅前」停留所 － 徒歩5分。